# Setaria homonyma
Setaria homonyma är en gräsart som först beskrevs av Ernst Gottlieb von Steudel, och fick sitt nu gällande namn av Emilio Chiovenda. Setaria homonyma ingår i släktet kolvhirser, och familjen gräs. Inga underarter finns listade i Catalogue of Life.